# جکی لاوین
جکی لاوین (به انگلیسی: Jackie LaVine) (زادهٔ ۴ اکتبر ۱۹۲۹) شناگر اهل ایالات متحده آمریکا است.